# Spariolenus taprobanicus
Spariolenus taprobanicus là một loài nhện trong họ Sparassidae.
Loài này thuộc chi Spariolenus. Spariolenus taprobanicus được Charles Athanase Walckenaer miêu tả năm 1837.